# Proboscis (anomalie)

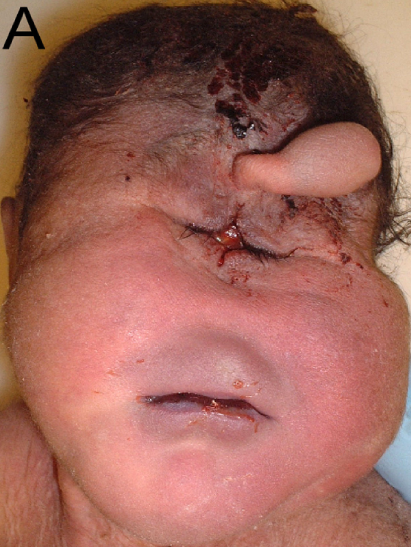
Proboscisul în sindromul Patau. Ciclopia (un singur ochi median) este asociată cu o arinie (absenţa nasului) şi cu o formaţiune proboscidiană deasupra ochiului.

În teratologie, proboscisul sau proboscida (din greaca proboskis - trompă) este o structură asemănătoare unui tub care se termină orb, situată obișnuit în mijlocul feței.

Formațiunile proboscidiene sunt clasificate în patru tipuri generale: proboscisul holoprozencefalic, proboscisul nazal lateral, proboscisul supranumerar, proboscisul disruptiv. 
- Proboscisul holoprozencefalic se găsește în holoprozencefalie. În ciclopie sau în etmocefalie proboscisul reprezintă un nas anormal format. În ciclopie un singur ochi median este asociat, de obicei, cu o arinie și cu un proboscis situat deasupra ochiului. În etmocefalie, cei doi ochi hipotelorici sunt asociați cu o arinie și cu o formațiune proboscidiană supraoculară. În cebocefalie nu se întâlnește proboscisul, dar există un nas cu o singură nară.
- Proboscisul nazal lateral (proboscisul lateral) este o structură proboscidiană tubulară și reprezintă formarea incompletă a unei părți a nasului; proboscisul este găsit în locul unei nări. Bulbul olfactiv este de obicei rudimentar pe partea afectată. De partea afectată adesea lipsesc ductul lacrimal, osul nazal, cavitatea nazală, vomerul, sinusul maxilar, placa cribriformă a osului etmoid si celulele etmoidale. Hipertelorismul ocular poate fi prezent. Proboscisul lateral este o anomalie rară a nasului.
- Proboscisul supranumerar (proboscisul accesoriu) este găsit atunci când ambele nări sunt formate și apare în plus, un proboscis. Proboscisul accesoriu se formează dintr-o placodă olfactivă supranumerară.
- Proboscisul disruptiv apărea dacă o leziune hamartoneoplazică embrionară se formează în prosencefalul primitiv.